# Oratorio della Compagnia del Sacramento
L'oratorio della Compagnia del Sacramento è un edificio sacro che si trova nel centro di Castelfranco di Sopra.

## Storia e descrizione
Venne costruito nel 1556, come è scolpito sul portale in pietra con timpano triangolare.
L'interno, a pianta rettangolare, è coperto nella navata con capriate lignee policrome, e nel presbiterio con volta a crociera. Un notevole altare barocco, in legno dorato, comprende una tavola raffigurante l'Orazione nell'Orto (fine XVI secolo). L'opera, di cui non si conosce la provenienza originaria, è stata adattata in epoca imprecisata nella nuova collocazione. Sull'altare di destra è una tela con San Giuseppe, santa Lucia e angeli, ritagliata al centro e contenente un dipinto settecentesco con l'immagine della Madonna entro cornice ottagonale; la tela con i due santi, datata 1675, rientra nella produzione tarda del fiorentino Simone Pignoni.